# Västlig rostticka
Västlig rostticka (Phellinus ferreus) är en svampart som först beskrevs av Christiaan Hendrik Persoon, och fick sitt nu gällande namn av Bourdot & Galzin 1928. Västlig rostticka ingår i släktet Phellinus och familjen Hymenochaetaceae.  Arten är reproducerande i Sverige. Inga underarter finns listade i Catalogue of Life.

## Bildgalleri

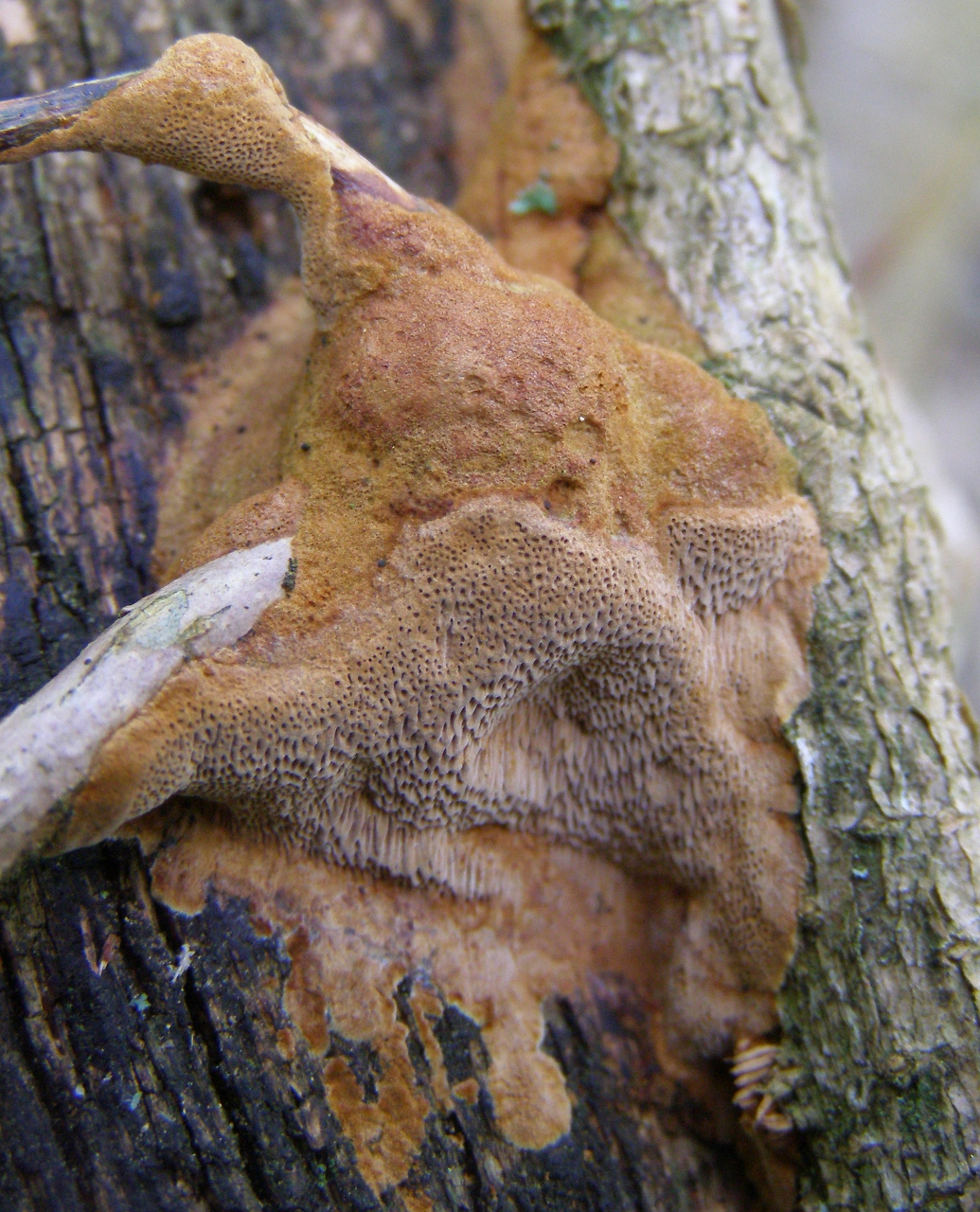